# Újruszka
Újruszka (más néven Zemplénruszka, szlovákul: Nový Ruskov) község Szlovákiában, a Kassai kerület Tőketerebesi járásában. Kis- és Nagyruszka egyesítésével jött létre.

## Fekvése
Tőketerebestől 4 km-re, északnyugatra fekszik.

## Története
A község területe a régészeti leletek tanúsága szerint már a római korban is lakott volt. A Nagymorva Birodalom idején szláv település állt ezen a helyen.
Ruszkát 1217-ben „Ruzka” néven említi először írott forrás, a szomszédos Vécse község határleírásában, mint Péter fia Péter birtoka.
1308-ban már két falu – Kisruszka és Nagyruszka –, mindkét faluban Konrád fiai Mátyás, Tamás és Buda a tulajdonosok. Kisruszka 1371-ben „Kysruzka” alakban bukkan fel az írott forrásokban. Nagyruszkát 1468-ban „Nagh Rwzka” alakban említik, ekkor a Homonnay család birtoka volt.
A két települést 1964-ben egyesítették Újruszka néven.

## Népessége
| Év:            | 1994. | 2004.   | 2014.   | 2024.   |
| -------------- | ----- | ------- | ------- | ------- |
| Emberek száma: | 659   | 637     | 642     | 695     |
| Eltérés:       |       | -3,33 % | +0,78 % | +8,25 % |

| Év:            | 2023. | 2024.   |
| -------------- | ----- | ------- |
| Emberek száma: | 683   | 695     |
| Eltérés:       |       | +1,75 % |

1910-ben Kisruszkának 164, túlnyomórészt szlovák anyanyelvű lakosa volt. Nagyruszkának 655, többségben szlovák anyanyelvű lakosa volt, jelentős magyar kisebbséggel.
A két települést 1964-ben egyesítették Újruszka néven.
2001-ben 643 lakosából 636 szlovák volt.
2011-ben 614 lakosából 601 szlovák volt.
2021-ben 679 lakosából 656 szlovák, 2 rutén, 1 magyar (0,15%), 1 cigány, 1 ukrán, 1 lengyel, 1 koreai, 1 egyéb, 15 ismeretlen nemzetiségű.

## Nevezetességei
- Kisruszka római katolikus és görögkatolikus temploma.
- Nagyruszka görögkatolikus temploma.

## Lásd még
- Kisruszka
- Nagyruszka